# Henry Koster
Henry Koster (n. 1 mai 1905, Berlin, Germania, ca Hermann Kosterlitz – d. 21 septembrie 1988, 83 de ani, Camarillo, California, SUA) a fost un regizor de filme care s-a mutat spre sfârșitul vieții la Hollywood. 

## Biografie
Tatăl lui Koster, un vânzător, a plecat de acasă când Henry era tânăr. Koster a reușit să termine gimnaziul în Berlin în timp ce lucra ca autor de povestiri scurte și de benzi desenate. A avut de-a face cu cinematografia încă din 1910, când unchiul său avea unul dintre primele cinematografe berlineze iar mama sa cânta la pian pentru a acompania filmele mute. După terminarea gimnaziului a devenit asistent al regizorului Curtis Bernhardt. Bernhardt s-a îmbolnăvit într-o zi și i-a cerut lui Koster să preia funcția de regizor. În 1931-1932, Koster a regizat două sau trei filme la Berlin pentru UFA.
Koster, care era la mijlocul regizării unui film, era deja subiect al antisemitismului și știa că trebuie să plece din Germania. El și-a pierdut și a bătut un ofițer SA. Apoi a mers direct la stația de cale ferată și a plecat din Germania în Franța, unde a fost reangajat de Bernhardt (care plecase mai devreme din țară). În cele din urmă Koster a mers la Budapesta unde s-a întâlnit și s-a căsătorit cu Kato Kiraly în 1934. La Budapesta s-a întâlnit cu Joe Pasternak, care era reprezentatul în Europa al Studiourilor Universal, regizând trei filme pentru acesta.
În 1936, Koster a semnat un contract pentru a lucra cu Universal Pictures la Hollywood, și astfel a călătorit în Statele Unite pentru a lucra cu Pasternak, alături de alți refugiați și soția sa. Deși Koster nu vorbea limba engleză, a convins studioul să regizeze Three Smart Girls, pentru care el a instruit personal vedeta în vârstă de 14 ani Deanna Durbin. Acest film, de mare succes, a scos Universal din faliment. Al doilea film al lui Koster pentru Universal, One Hundred Men and a Girl, cu Durbin și Leopold Stokowski a dus la creșterea faimei studioului, precum și a lui Durbin, Pasternak și a lui Koster însuși.
Koster este cel care a descoperit cuplul de comici  Abbott și Costello într-un club de noapte din  New York și a convins studioul să-i angajeze.

## Filmografie

### Scenarist
- The Great Opportunity (1925)
- The Woman from Berlin (1925)
- Orphan of Lowood (1926)
- Prinz Louis Ferdinand (1927)
- The Last Fort (1928)
- Diary of a Coquette (1929)
- The Last Company (1930)
- The Indictment (1931)
- The Man Who Murdered (1931)
- Reckless Youth (1931)
- Who Takes Love Seriously? (1931)
- The Rebel (1932)
- Five from the Jazz Band (1932)
- The Tunnel (1933)
- The Weaker Sex (1933)
- Polish Blood (1934)

### Regizor
- Thea Roland (1932)
- Peter (1934)
- Little Mother (1935)
- Three Smart Girls (1936)
- One Hundred Men and a Girl (1937)
- The Rage of Paris (1938)
- Three Smart Girls Grow Up (1939)
- First Love (1939)
- Spring Parade (1940)
- It Started with Eve (1941)
- Between Us Girls (1942)
- Music for Millions (1944)
- Two Sisters from Boston (1946)
- The Unfinished Dance (1947)
- Soția episcopului (The Bishop's Wife, 1947)
- The Luck of the Irish (1948)
- Come to the Stable (1949)
- Revizorul (The Inspector General, 1949) - ecranizare a piesei de teatru Revizorul de Gogol
- Wabash Avenue (1950)
- My Blue Heaven (1950)
- Harvey (1950)
- No Highway in the Sky (1951)
- Mr. Belvedere Rings the Bell (1951)
- Elopement (1951)
- Stars and Stripes Forever (1952)
- My Cousin Rachel (1952)
- 1953 Tunica (The Robe)
- Désirée (1954)
- A Man Called Peter (1955)
- The Virgin Queen (1955)
- Good Morning, Miss Dove (1955)
- D-Day the Sixth of June (1956)
- The Power and the Prize (1956)
- My Man Godfrey (1957)
- Fräulein (1958)
- The Naked Maja (1958)
- The Story of Ruth (1960)
- Flower Drum Song (1961)
- Mr. Hobbs Takes a Vacation (1962)
- Take Her, She's Mine (1963)
- 1963 Marilyn (Documentar), narator: Rock Hudson
- 1965 Dragă Brigitte (Dear Brigitte), regia Henry Koster
- The Singing Nun (1966)